# Novara di Sicilia

Ubicació de Novara di Sicilia dins de la província

Novara di Sicilia (sicilià Nuvara) és un municipi italià, dins de la ciutat metropolitana de Messina. L'any 2009 tenia 1.512 habitants. Limita amb els municipis de Fondachelli-Fantina, Francavilla di Sicilia, Mazzarrà Sant'Andrea, Rodì Milici i Tripi. Al municipi es parla el gal-sícul.

## Administració
| Període | Identitat         | Partit        |
| ------- | ----------------- | ------------- |
| 2008-   | Michele Truscello | Llista cívica |